# 全球货运航空
全球货运航空（英語：Air Cargo Global）是一家總部設於斯洛伐克布拉迪斯拉发的貨運航空公司，創立於2013年，經營貨運包機業務，航點包括香港、上海、布拉格等地。

## 機隊
- 3架波音747-400BCF

## 外部連結
- 官網